# John Russell Taylor
John Russell Taylor (19 giugno 1935) è uno scrittore inglese.

## Biografia
Taylor è nato a Dover. Figlio di Arthur Russell e Kathleen Mary (Picker) Taylor ora vive a Londra e nel Galles occidentale. 
Ha frequentato il Dover Grammar School, il Jesus College di Cambridge e ha studiato arte al Courtauld Institute of Art.
Dalla fine del 1950 inizia a scrivere anonimamente sulla televisione e sul teatro per The Times, dal 1962 diventa critico cinematografico del giornale, inizialmente anonimo; abbandona l'anonimato nel gennaio del 1967, quando Rees-Mogg William diviene redattore.
Nel 1969 è stato membro della giuria al 19 ° Festival di Berlino, e da allora ha spesso fatto parte di giurie di altri festival, tra cui Roma, Venezia, Cracovia, Cork, Istanbul, Troja, Parnu, Rio de Janeiro, Montreal e, più volte, il Chicago Film Festival.
Nel 1972 si trasferisce in California, per insegnare cinema alla University of Southern California, a Los Angeles,  come professore di Cinema dal 1972 al 1978, pur continuando a collaborare con The Times, come corrispondente.

## Opere
È autore di studi critici sul teatro britannico, di biografie critiche su figure importanti nel mondo del cinema anglo-americano: Alfred Hitchcock (1978), Ingrid Bergman (1983), Alec Guinness (1984), Vivien Leigh (1984), Orson Welles (1986), Elizabeth Taylor (1991); sullo storico del cinema John Kobal (2008); su artisti quali Edward Wolfe (1986), Bernard Meninsky (1990), Pemberton Muriel (1993), Ricardo Cinalli (1993), Claude Monet (1995), Bill Jacklin (1997), Cirillo Mann (1997) Peter Coker (2002), Zsuzsi Roboz (2005), Carl Laubin (2007), Philip Sutton (2008) e Paul Day (2010). 
Libri più generali sull'arte includono Impressionist Dreams (1990) e Exactitude: Hyperrealist Art Today (2009)
Ha scritto anche altre opere come  Strangers in Paradise, The Hollywood Emigres 1933-1950 (1983)

### Opere tradotte
- Hitch, Milano, Garzanti, 1980.